# ペスキチ
ペスキチ（イタリア語: Peschici）は、イタリア共和国プッリャ州フォッジャ県にある、人口約4,500人の基礎自治体（コムーネ）。

## 地理

### 位置・広がり

#### 隣接コムーネ

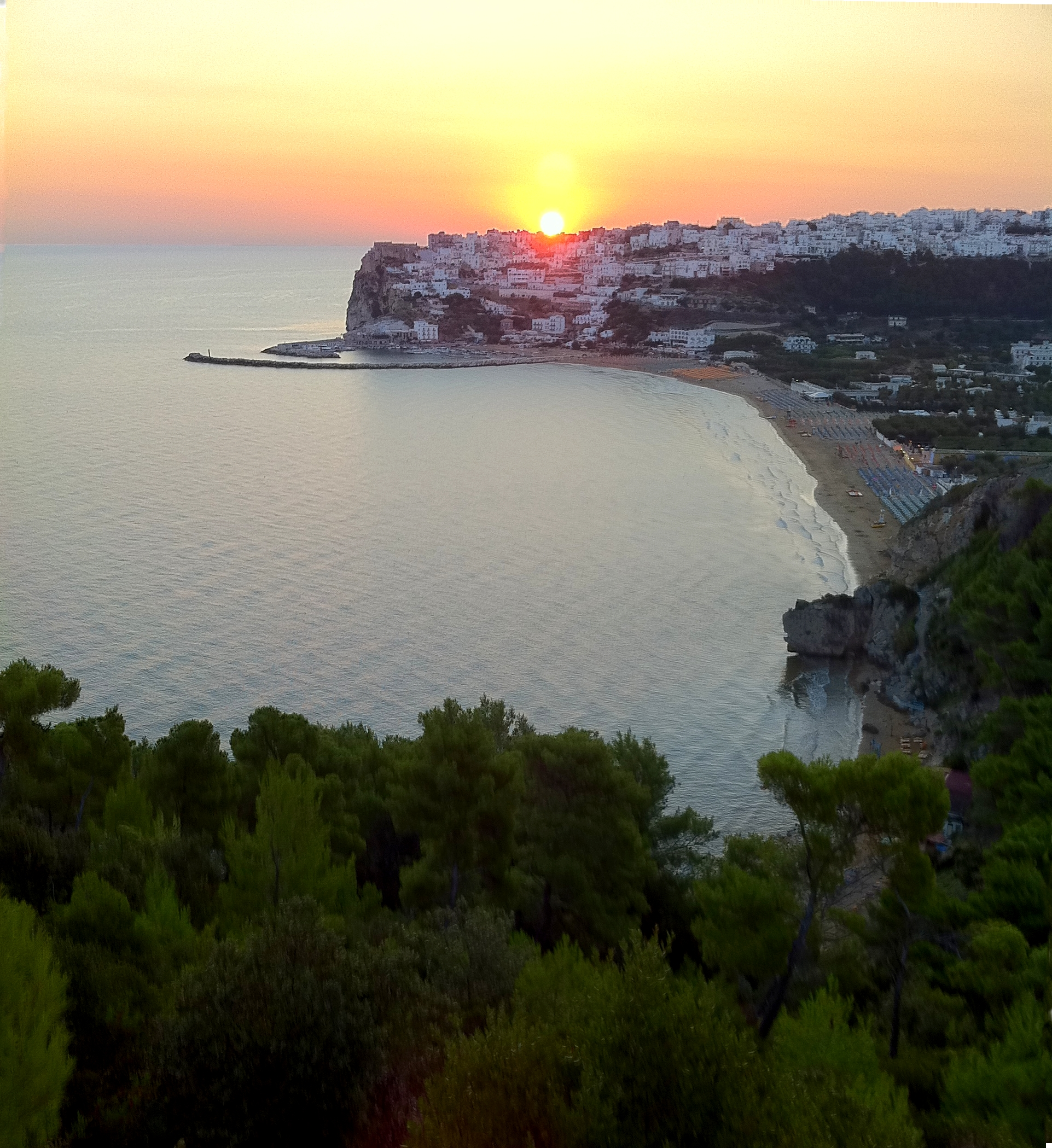

隣接するコムーネは以下の通り。
- ヴィーコ・デル・ガルガーノ
- ヴィエステ